# Krummerne 3 - Fars gode idé
Krummerne 3 – Fars gode idé er en dansk film fra 1994, instrueret af Sven Methling og skrevet af John Stefan Olsen. Det er den tredje film om Krummerne.

## Medvirkende
- Benjamin Rothenborg Vibe – Krumme
- Dick Kaysø – Far
- Karen-Lise Mynster – Mor
- Line Kruse – Stine
- Lukas Forchhammer - Grunk
- Paul Hagen – Vicevært Svendsen
- Elin Reimer – Fru Olsen
- Jarl Friis-Mikkelsen – Ivan
- Peter Schrøder – Boris
- Claus Bue – Lærer Jansen
- Robert Hansen – Tom
- Tomas Villum Jensen – Per
- Torben Zeller – Postbud
- Søren Spanning – Politibetjent 1
- Henrik Koefoed – Politibetjent 2
- Peter Rygaard – Flyttemand